# 星愿 (I Will)
《星愿 (I Will)》은 중국의 여가수 장리인이 중국에서 발매한 정규 1집이다. 한국에서 발표했던 "Timeless (Duet. 동방신기 시아준수)"와 "Y(Why)...", 드라마 연인이여 OST "연인이여"가 중국어 버전으로 실려있다. 타이틀곡 "I Will"은 S.E.S의 노래를 리메이크했으며 유영진의 곡이다. 한국 발매반에는 Bonus Track인 "연인이여"와 "I Will"이 한국어 버전으로 수록되었다.
이번 "I Will"과 "연인이여"뮤비에서는 "Timeless" 뮤비에서 연기를 했던 탤런트 이연희와 슈퍼주니어 한경과 시원이 다시 열연했다.

## 트랙 목록

### 수록곡 - 중국 발매반
1. Intro - 初戀 (First Love) (Narration. 슈퍼주니어 한경)
2. 初戀 (First Love)
3. A Flame For You
4. 星愿 (I will)
5. 幸福的左岸 (Lovers)
6. 后 (After…)
7. 交錯的愛 (An Amorous Aong) (Feat. 샤이니 종현)
8. 相信愛 (Believe in Love)
9. 純眞的愛 (Feat.송병양)
10. One more try (2008 북경올림픽 성공 기원곡)
11. Y (why...)
12. Timeless (Feat. 동방신기 시아준수)

### 수록곡 - 한국 발매반
1. Intro - 初戀 (First Love) (Narration. 슈퍼주니어 한경)
2. 初戀 (First Love)
3. A Flame For You
4. 星愿 (I will)
5. 幸福的左岸 (Lovers)
6. 后 (After…)
7. 交錯的愛 (An Amorous Aong) (Feat. 샤이니 종현)
8. 相信愛 (Believe in Love)
9. 純眞的愛 (Feat.송병양)
10. One more try (2008 북경올림픽 성공 기원곡)
11. Y (why...)
12. Timeless (Feat. 동방신기 시아준수)
13. I Will (Korean Version) (Bonus Track)
14. 연인이여 (Korean Version) (Bonus Track)